# RPC Foz do Iguaçu
RPC Foz do Iguaçu é uma emissora de televisão brasileira, sediada em Foz do Iguaçu, cidade do estado do Paraná. Opera no canal 5 (35 UHF digital) e é afiliada à Rede Globo. Pertence ao Grupo Paranaense de Comunicação (GRPCOM, antigo Grupo RPC). Seu sinal chega a atingir algumas cidades do Paraguai, e ainda alguns pontos da Argentina, que fazem parte da fronteira com o Brasil.

## História
Sucessora da TV Cataratas e RPC TV Cataratas, a RPC TV surgiu em 2000.
Em 7 de novembro de 2010, a RPC iniciou a transmissão de seu sinal em HDTV para Foz do Iguaçu e Região, sendo a primeira emissora da Região Oeste do Paraná a transmitir sua programação em sinal digital [carece de fontes?].
Possui sucursais em Pato Branco e Francisco Beltrão, de onde saem as principais notícias do Sudoeste Paranaense.

## Sinal digital
| Canal virtual | Canal digital | Proporção de tela | Programação                              |
| ------------- | ------------- | ----------------- | ---------------------------------------- |
| 5.1           | 35 UHF        | 1080i             | Programação principal da RPC Foz / Globo |

Em março de 2014, o telejornalismo da RPC Foz do Iguaçu passou ser exibido em formato HDTV.
Transição para o sinal digital
Com base no decreto federal de transição das emissoras de TV brasileiras do sinal analógico para o digital, a RPC Foz do Iguaçu, bem como as outras emissoras de Foz do Iguaçu, cessou suas transmissões pelo canal 05 VHF em 17 de dezembro de 2018, seguindo o cronograma oficial da ANATEL.

## Programas
Além de retransmitir a programação nacional da TV Globo e estadual da RPC, atualmente a RPC Foz do Iguaçu produz e exibe os seguintes programas:
- Meio Dia Paraná: Telejornal, com Roberto Wolfart;
- Jornalismo RPC: Boletim informativo, durante a programação

## Retransmissoras
| Cidade            | Analógico | Digital | Cidade                | Analógico | Digital | Cidade                    | Analógico | Digital | Cidade               | Analógico | Digital |
| ----------------- | --------- | ------- | --------------------- | --------- | ------- | ------------------------- | --------- | ------- | -------------------- | --------- | ------- |
| Ampére            | 04        | -       | Barracão              | 48        | -       | Capanema                  | 09        | -       | Chopinzinho          | 17        | -       |
| Clevelândia       | -         | 14 (14) | Dois Vizinhos         | 39        | -       | Enéas Marques             | 20        | -       | Flor da Serra do Sul | 11        | -       |
| Francisco Beltrão | -         | 11 (41) | Honório Serpa         | 19        | 19 (41) | Itaipulândia              | -         | 55 (43) | Itapejara d'Oeste    | 41        | -       |
| Medianeira        | -         | 42 (41) | Missal                | -         | 55 (43) | Palmas                    | 06        | -       | Pato Branco          | 19        | 19 (41) |
| Planalto          | 44        | -       | Pranchita             | 22        | -       | Quedas do Iguaçu          | 13        | -       | Renascença           | 39        | 39 (32) |
| Salgado Filho     | 09        | -       | Santa Helena          | 18        | -       | Santa Terezinha de Itaipu | -         | 5 (35)  | São Miguel do Iguaçu | -         | 25 (41) |
| Saudade do Iguaçu | 19        | -       | Três Barras do Paraná | 11        | -       | Verê                      | 11 / 30   | 11 (41) | Vitorino             | 10        | -       |